# Rue Marmontel
Pour l’article homonyme, voir Rue Marmontel (Nantes).
La rue Marmontel est une rue du 15e arrondissement de Paris.

## Situation et accès
La rue Marmontel est une voie relativement courte du quartier Saint-Lambert ; elle relie les rues de la Convention et Yvart et croise celles de Victor-Duruy et de l'abbé-Groult.

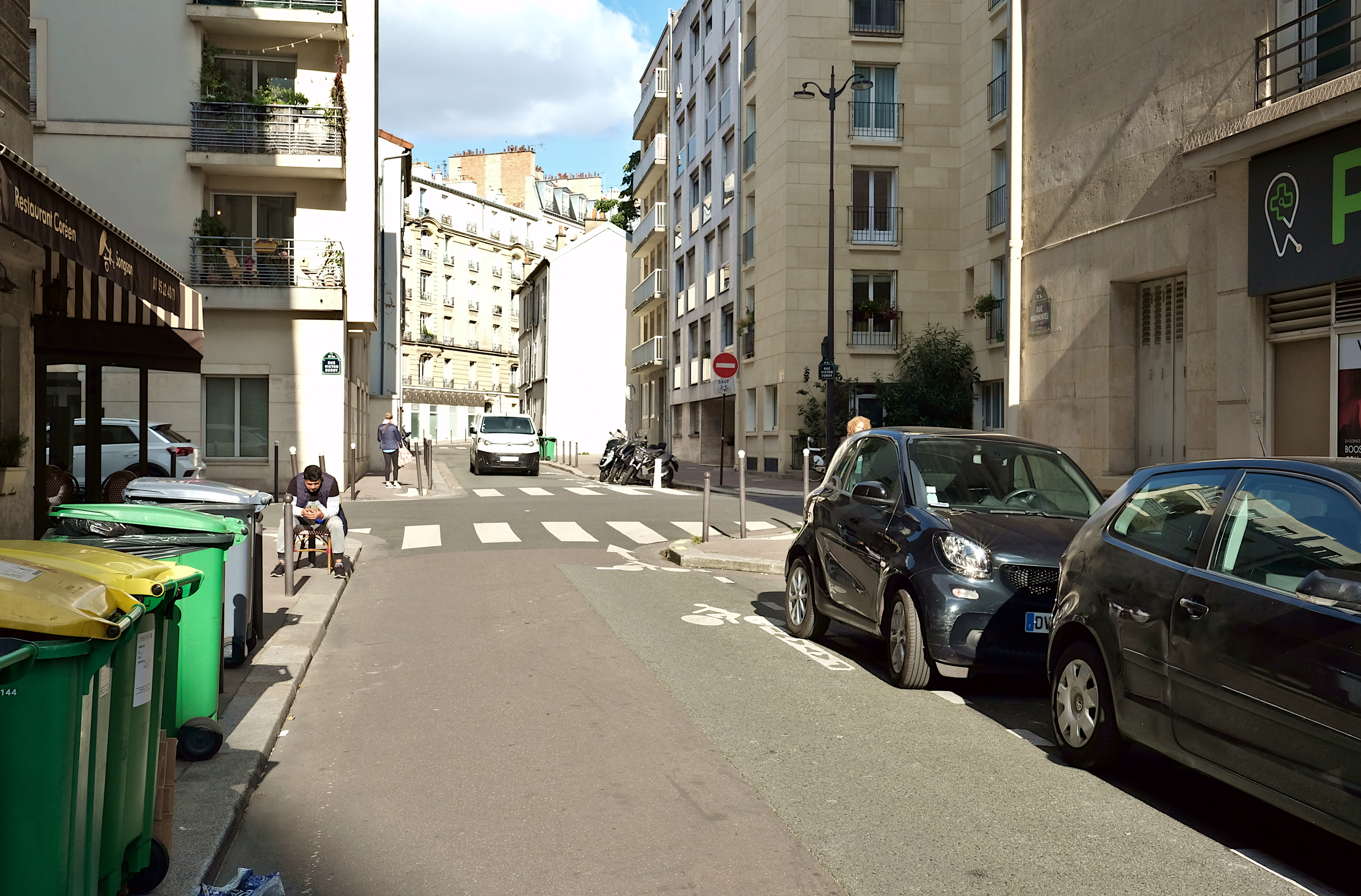
La rue vue de la rue de la Convention.
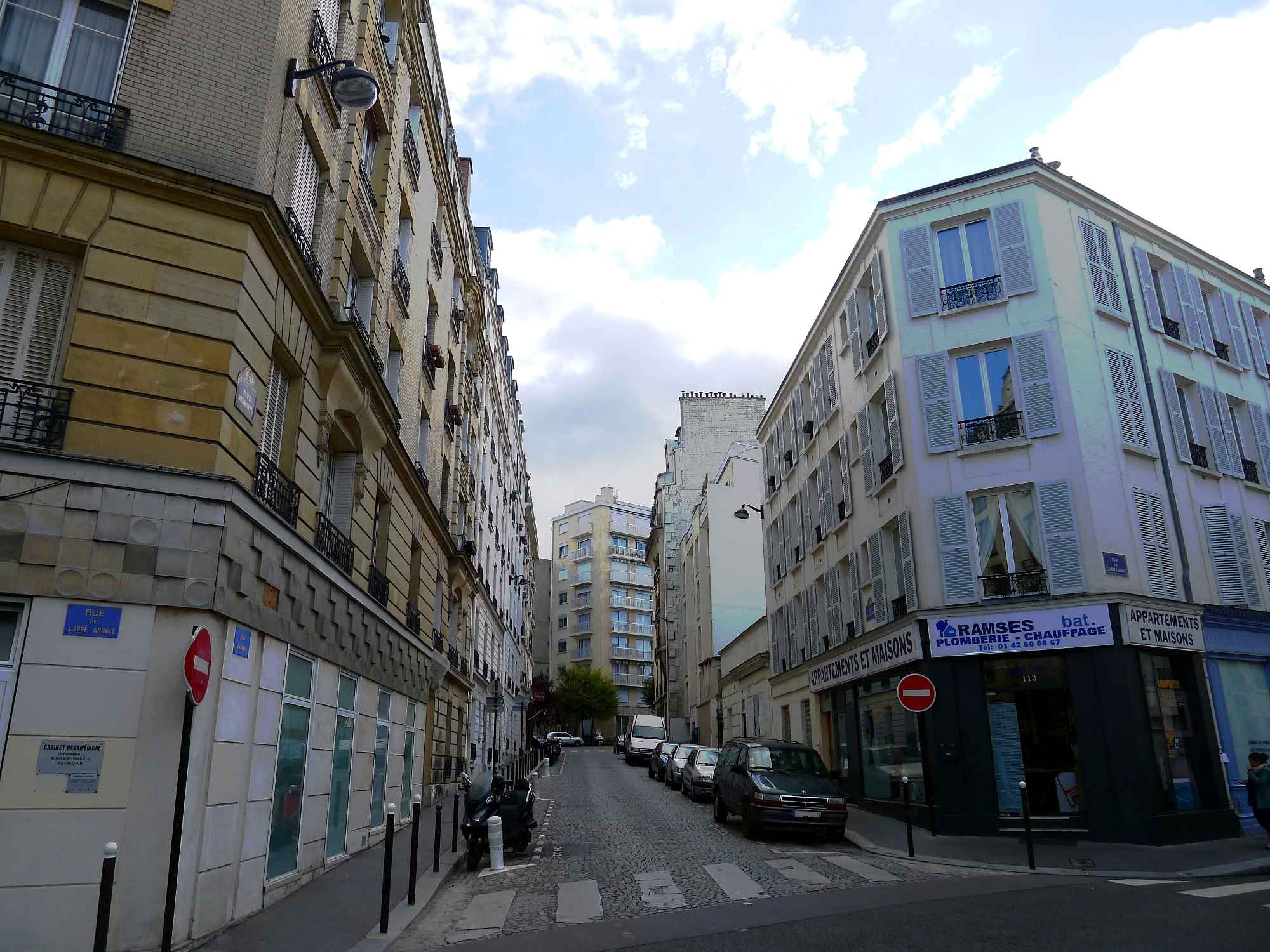
La rue vue de la rue de l'Abbé-Groult.

## Origine du nom
Elle tire son nom de l'homme de lettres français Jean-François Marmontel (1723-1799).

## Historique
Cette rue a été ouverte en deux phases :
- la partie située au sud de la rue de l'Abbé-Groult est l'ancienne impasse Fondary, qui avait forme de croix, percée sur les terrains de monsieur Fondary qui était maire de Vaugirard. L'une des branches de la croix prit le nom de « petite ruelle des Tournelles » lorsqu'elle fut mise en communication avec la rue des Tournelles ;
- l'autre branche fut transformée en rue en 1888 lors du percement de la rue de la Convention, puis prolongée en 1904 de la rue de l'Abbé-Groult à la rue Yvart.

La voie porte son nom actuel depuis le 24 août 1864.
L'athlète Louis Raimbourg a habité au no 20.